# Луково (Донецкая область)
Лу́ково (укр. Лукове) — село на Украине, находится в Тельмановском районе Донецкой области. Под контролем самопровозглашённой Донецкой Народной Республики.

## География

#### Соседние населённые пункты по странам света
С:  Шевченко (Тельмановского района)
СЗ: Григоровка
СВ: Петровское, Запорожец, Тельманово
З: Николаевка
В: Свободное
ЮЗ: Набережное, Таврическое, Капланы
ЮВ: Чумак, Дерсово
Ю: Сосновское, Украинское, Первомайское, Приморское

## Население
Население по переписи 2001 года составляло 510 человек.

## Общие сведения
Код КОАТУУ — 1424882901. Почтовый индекс — 87150. Телефонный код — 6279.

## Адрес местного совета
87150, Донецкая область, Тельмановский р-н, с. Луково, ул. Первомайская, д.12